# Гимн Того

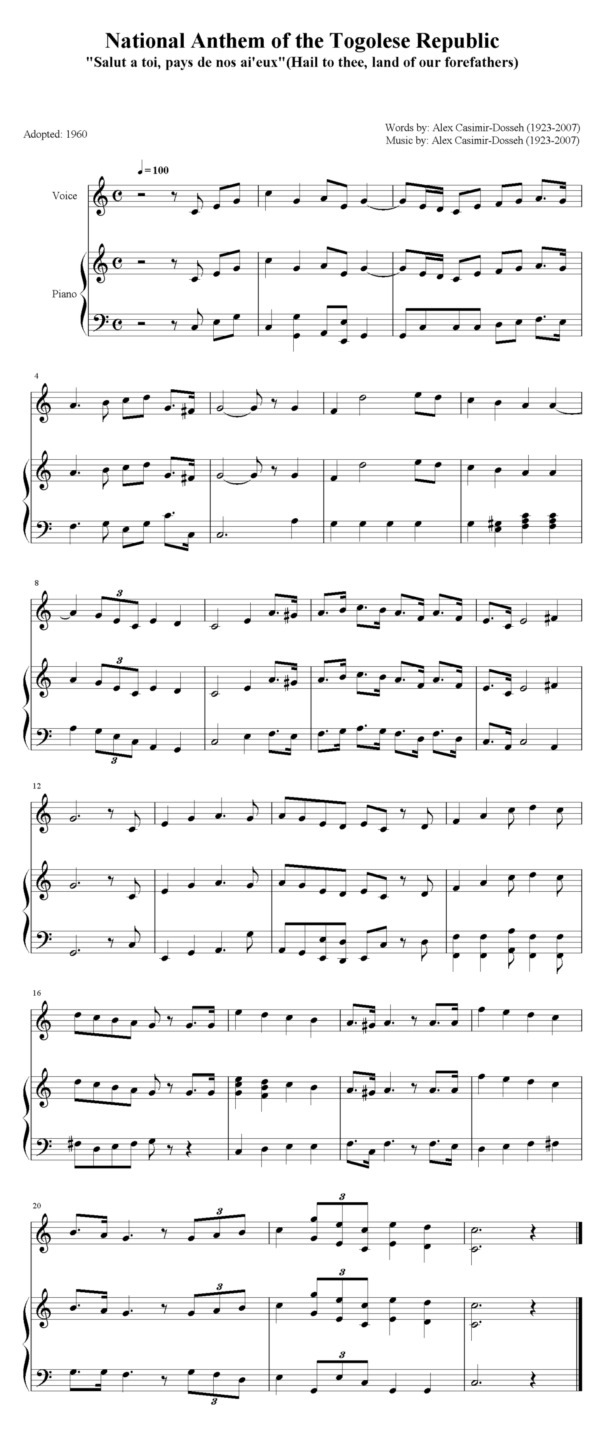
Национальный гимн Того

Привет тебе, земля наших предков (фр. Salut à toi, pays de nos aïeux) — государственный гимн Того, утверждённый после получения независимости в 1960 году. В 1979—1991 был заменен в качестве гимна другой композицией, созданной партией Объединение тоголезского народа. Повторно принят в 1992 году.
27 апреля 2006 года Алекс Казимир Доссе-Аньрон был удостоен звания Рыцаря Ордена Моно в знак признания его заслуг в написании тоголезского национального гимна.

## Французский текст гимна
Salut à toi pays de nos aïeux,
Toi que les rendait forts,
Paisibles et joyeux,
Cultivant vertu, vaillance,
Pour la prospérité
Que viennent les tyrans,
Ton cœur soupire vers la liberté,
Togo debout, luttons sans défaillance,
Vainquons ou mourons, mais dans la dignité,
Grand Dieu, toi seul nous a exaltés,
Du Togo pour la prospérité,
Togolais viens, bâtissons la cité.
Dans l’unité nous voulons te servir,
C’est bien là de nos cœurs, le plus ardent désir,
Clamons fort notre devise,
Que rien ne peut ternir.
Seul artisan de ton bonheur, ainsi que de ton avenir,
brisons partout les chaînes de la traîtrise,
Et nous te jurons toujours fidélité,
Et aimer servir, se dépasser,
Faire encore de toi sans nous lasser,
Togo chéri, l’or de l’humanité.
Salut, salut à l’Univers entier
Unissons nos efforts sur l’immense chantier
D’où naîtra toute nouvelle
La Grande Humanité
Partout au lieu de la misère, apportons la félicité.
Chassons du monde la haine rebelle
Finis l’esclavage et la Captivité
A l'étoile de la liberté,
Renouons la solidarité
Des Nations dans la fraternité

## Перевод на русский
Слава тебе, земля наших предков,
Ты, сделавшая их сильными,
В мире и счастье,
Взрастив добродетель и храбрость
Для процветания.
Даже если придут тираны,
Твое сердце жаждет свободы.
Того, восстань! Будем сражаться не дрогнув.
Победа или смерть с честью!
Боже всемогущий, Ты один
Сделаешь Того процветающим.
Тоголезцы, восстаньте! Мы построим нацию.